# زیردریایی یو-۵۷۴
زیردریایی یو-۵۷۴ (به انگلیسی: German submarine U-574) یک زیردریایی بود که طول آن ۶۷٫۱ متر (۲۲۰ فوت ۲ اینچ) بود. این زیردریایی در سال ۱۹۴۱ ساخته شد.